# 提督之決斷III
《提督之決斷III》是光榮在1994年推出的一個關於第二次世界大戰海戰的回合制策略遊戲，為提督之決斷系列的第三個作品。

## 概要
遊戲容許最多2人進行遊戲（PS、SS版只容許1人）。2人遊戲的時候，需要用RS-232C電纜或透過進行對戰。但是，在視窗XP環境下進行遊戲，遊戲將很大機會在進行戰鬥模式時停止運作。故在2人遊戲的時候必須把遊戲設定為兼容模式，以避免上述情況發生。
艦隊移動的部分引入了類似實時模式的系統，戰鬥的部分則用回第一代遊戲的系統（六角形組成的地圖），但加上空中（飛機）、水上（水面船艦）和水中（潛艇）的高度概念。另外，也引入制海權（制空權）的概念，所有在制海權的海域的基地均會出現補給遲緩的情況，讓遊戲更接近二戰當時的情況。
武器（船艦和飛機）的生產速度和產量主要依靠工業力的數值而決定，而本作對工業力的變化非常接近史實——如不擴充領土，生產力將因國民不能承受而逐年下降——此設定獲得玩家的好評。另外，本作加強了陸軍的地位，使地面、海上和空中三方面的戰鬥取得一個平衡，這使本作的戰鬥系統比第四代經大幅度修改的戰鬥系統獲得較佳評價。

## 威力加強版
威力加強版除了增加了新的劇本以外，也容許玩家解除遊戲中對各種艦船和飛行器的性能限制。另外也可以選擇在遊戲開始時就達到最高技術力，並可使用VT信管、雷達等先進武器。除此以外，也對遊戲系統作出改動，容許在兩個補給線相連的據點之間直接運送資源。
至於在上一代遊戲引入，獲得德軍增援的特別事件獲得保留。但32位元版的威力加強版則不能自由更改艦船和飛機設計值。
此外，也增加了很多事件，包括二戰後期的三個重要會談（德黑兰会议、雅尔塔会议、波茨坦会议）至「蘇聯對日宣戰」一段正史。而虛構事件則包括7月20日密谋案成功，由卡尔·邓尼茨代任總統，並倒戈相向（印度洋出現德軍艦隊）。

## 劇本
原著劇本（普通版內容）──除了「日美開戰」是長劇本外，其他均為短期劇本。短期劇本需首先完成一次作戰，然後才可決定是否繼續遊戲，變為長劇本模式。
- 日美開戰
- 突襲珍珠港（珍珠港事件）
- 中途島海戰
- 所羅門攻防戰
- 馬里亞納海戰（菲律賓海海戰）
- 雷伊泰灣海戰
- 大和特攻（坊之岬海海戰）

假想劇本（威力加強版新增）──全部均為長劇本
- 白紙開戰計劃──雙方艦船均未變成艦隊
- 最高技術達成──雙方均擁有最先進技術，在遊戲開始時已能運用全部兵器
- 隆美爾軍團東征──德軍在非洲取得勝利，後長驅直進並佔領印度
- 日英同盟再臨──第一次世界大戰後日本與英國的關係繼續，並演變成日本、英國與美國、德國對決的局面
- 1941年蘇聯參戰──日本對美國宣戰的同時，蘇聯同時向日本宣戰的局面
- 奇襲失敗──珍珠港突襲行動失敗，日本需於損失4艘航空母艦（中途島海戰損失的4艘航空母艦），指揮突襲的南雲忠一、山口多聞均陣亡的局面開始
- 大和級三號艦完工──日本於中途島海戰獲勝，預定的大和級3號艦也順利完工

補充劇本（威力加強版新增）──全部均為短劇本
- 爪哇海海戰
- 錫蘭海戰
- 珊瑚海海戰
- 第二次所羅門海戰
- 南太平洋海戰
- 第三次所羅門海戰
- 布干維爾島海戰

## 光榮四君子事件
1996年，光榮公司將遊戲的資料寄到在中國的子公司－天津光榮公司，以便進行中文化的工作。被指派工作的四名職員──梁廣明、高原、郭海京、祁巍因不滿遊戲內充滿軍國主義和美化侵華戰爭的內容而辭職，並把事件通知當地傳媒。也有称该事件起因实则为双方发生劳务纠纷，调节未果后雇员方以军国主义内容为由将之诉诸报端。
事件經傳媒廣泛報導後，引起中國政府的高度關注，並隨即把此系列遊戲定性為「反動遊戲」，指該遊戲把日本侵華正當化。而天津政府則立即採取行動，扣查天津光榮公司內所有與遊戲有關的資料，並控告該公司違反電子出版物管理法，罰款479,000人民幣。事後官方傳媒把四位告發的職員塑造成民族英雄，譽為“光荣四君子”。
這次事件除了令提督之決斷III中文版流產以外，更令提督之決斷系列遊戲的發展方向有變。如第四代遊戲中沒有包括任何中國城市，亦沒有中文版本的遊戲上市，以避免激起中國方面的情緒。